# Edmund Lockyer
Edmund Lockyer (Plymouth (Devon), 21 janvier 1784-Woolloomooloo, 10 juin 1860) est un explorateur britannique.

## Biographie

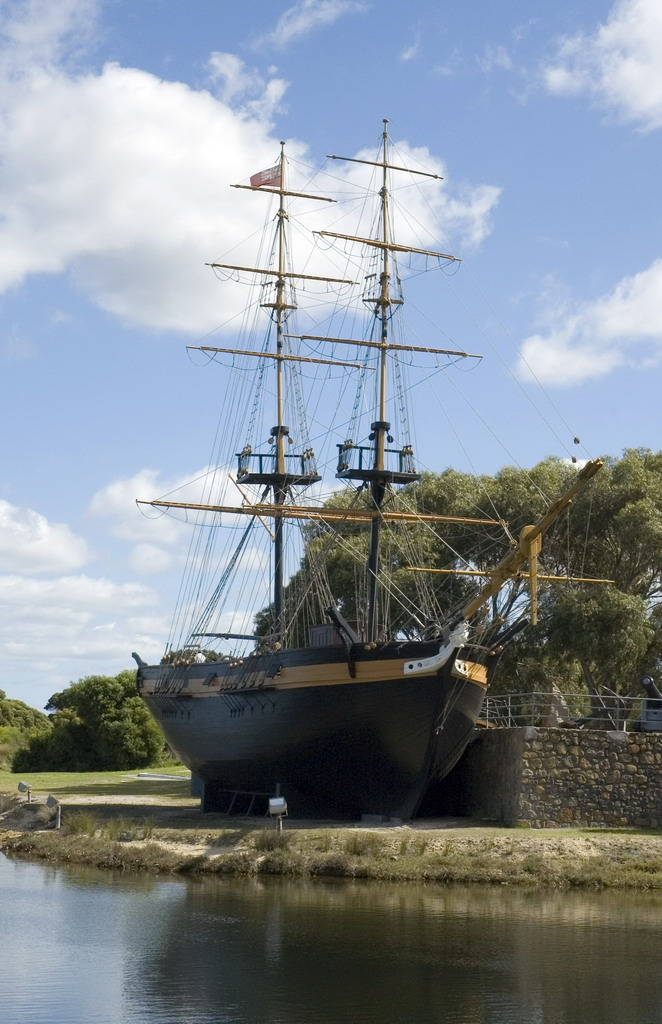
Réplique du brick Amity

Fils d'un voilier Thomas Lockyer et de sa femme Anne Grose, il entre dans l'armée en 1803. Enseigne (juin 1803), Lieutenant (1805), Capitaine (août 1805) puis Major (août 1819), il est nommé à Sydney en avril 1825.
En 1825, il dirige une expédition d'exploration du cours supérieur de la Brisbane River, durant laquelle il découvre le charbon du Queensland. En 1826, il explore l'ouest de l'Australie et embarque sur l'Amity. Il fonde alors Frederick's Town (aujourd'hui Albany).
Rentré à Sydney en 1827, il quitte l'armée. Cette même année, avec Thomas Mitchell et Robert Dixon, il explore la Grose Valley puis les Monts Victoria.
Il devient en 1852 sergent d'armes du Conseil législatif de Nouvelle-Galles du Sud puis, en septembre 1854 Capitaine du Sydney Volunteer Rifle Corps et le 16 mai 1856, gentilhomme huissier de la verge noire.
Il meurt de la grippe à son domicile de Bay Street à Woolloomooloo et est inhumé au Camperdown Cemetery (en) de Sidney.

## Hommages
Plusieurs lieux ont été nommés en son honneur comme une banlieue d'Albany, le Lockyer Creek (en), la Lockyer Valley (en) ou la région de Lockyer Valley.